# 루이스 고셋 주니어
루이스 고셋 주니어(Louis Gossett, Jr., 1936년 5월 27일 ~ 2024년 3월 29일)는 미국의 배우이다.

## 출연 작품
- 라카와나 블루스
- 사관과 신사
- 아이언 이글
- 응징자
- 이프: 상상의 친구 - 루이스 역 (목소리)